# Pekalongan (Regierungsbezirk)

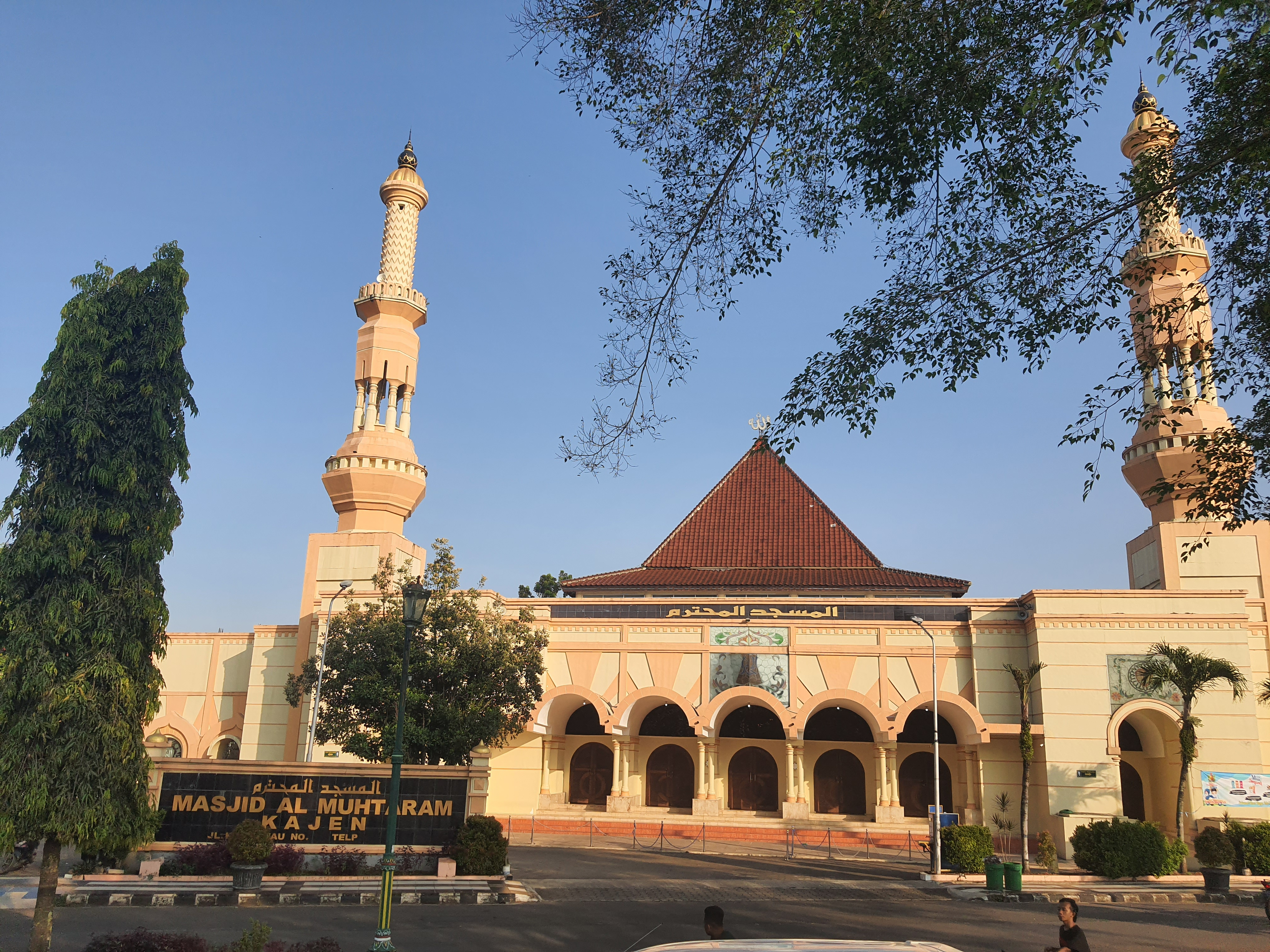
Die Große Al-Muhtaram Moschee

Pekalongan ist ein indonesischer Regierungsbezirk (Kabupaten) in der Provinz Jawa Tengah, im Zentrum der Insel Java. Mitte 2022 leben hier eine knappe Million Menschen. Hauptstadt und Regierungssitz des Verwaltungsbezirks ist die Stadt Kajen, etwa 95 km westlich der Provinzhauptstadt Semarang.

## Geografie
Der Regierungsbezirk erstreckt sich zwischen 6°00′ und 7°23′s. Br. sowie zwischen 109°00′ und 109°78′ ö. L. Er grenzt im Nordosten an die autonome Stadt Pekalongan, im Osten an den Regierungsbezirk Batang, im Süden an den Bezirk Banjarnegara und im Westen an den Bezirk Pemalang. Die kürzeste Grenze besteht zur Küstenlinie der Javasee (ca. 8 km).

## Verwaltungsgliederung
Administrativ unterteilt sich Pekalongan in 19 Distrikte (Kecamatan), die aus 285 Dörfern bestehen (davon haben 13 als Kelurahan urbanen Charakter). Eine weitere Untergliederung erfolgt in 1.058 Dusun, 1.592 Rukun Warga/Lingkungan und 4.454 Rukun Tetangga
| Code 1   | Kecamatan Distrikt | Ibu Kota Verwaltungssitz | Fläche (km²) | Einwohner Census 2010 2 | Volkszählung 2020 | Volkszählung 2020 | Volkszählung 2020 | Anzahl der | Anzahl der |
| Code 1   | Kecamatan Distrikt | Ibu Kota Verwaltungssitz | Fläche (km²) | Einwohner Census 2010 2 | Einwohner 3       | 0Dichte 40        | Sex Ratio 5       | Desa 6     | Kel. 7     |
| -------- | ------------------ | ------------------------ | ------------ | ----------------------- | ----------------- | ----------------- | ----------------- | ---------- | ---------- |
| 33.26.01 | Kandangserang      | Kandangserang            | 60,55        | 31.808                  | 35.745            | 590,3             | 101,5             | 14         | –          |
| 33.26.02 | Paninggaran        | Paninggaran              | 92,99        | 34.221                  | 41.837            | 449,9             | 103,3             | 15         | –          |
| 33.26.03 | Lebakbarang        | Lebakbarang              | 58,20        | 9.885                   | 11.116            | 191,0             | 101,6             | 11         | –          |
| 33.26.04 | Petungkriyono      | Yosorejo                 | 73,59        | 11.882                  | 13.179            | 179,1             | 103,6             | 9          | –          |
| 33.26.05 | Talun              | Kalirejo                 | 58,57        | 25.412                  | 30.667            | 523,6             | 105,5             | 10         | –          |
| 33.26.06 | Doro               | Doro                     | 68,45        | 37.071                  | 45.207            | 660,4             | 104,2             | 14         | –          |
| 33.26.07 | Karanganyar        | Legokkalong              | 63,48        | 35.698                  | 45.088            | 710,3             | 103,2             | 15         | –          |
| 33.26.08 | Kajen              | Kajen                    | 75,15        | 58.048                  | 73.067            | 972,3             | 102,4             | 24         | 1          |
| 33.26.09 | Kesesi             | Kaibahan                 | 68,51        | 61.228                  | 71.708            | 1.046,7           | 101,7             | 23         | –          |
| 33.26.10 | Sragi              | Bulak Pelem              | 32,40        | 60.665                  | 65.451            | 2.020,1           | 100,6             | 16         | 1          |
| 33.26.11 | Bojong             | Bojong Minggir           | 40,06        | 62.460                  | 74.681            | 1.864,2           | 103,4             | 22         | –          |
| 33.26.12 | Wonopringgo        | Rowokembu                | 18,80        | 41.186                  | 47.656            | 2.534,9           | 102,1             | 14         | –          |
| 33.26.13 | Kedungwuni         | Kedungwuni Barat         | 22,93        | 90.774                  | 100.796           | 4.395,8           | 103,8             | 16         | 3          |
| 33.26.14 | Buaran             | Wonoyoso                 | 9,54         | 42.495                  | 47.022            | 4.928,9           | 103,9             | 7          | 3          |
| 33.26.15 | Tirto              | Pacar                    | 17,39        | 65.002                  | 74.687            | 4.294,8           | 104,6             | 16         | –          |
| 33.26.16 | Wiradesa           | Kepatihan                | 12,70        | 56.065                  | 62.139            | 4.892,8           | 102,4             | 11         | 5          |
| 33.26.17 | Siwalan            | Siwalan                  | 25,91        | 37.573                  | 41.447            | 1.599,7           | 100,0             | 13         | –          |
| 33.26.18 | Karangdadap        | Karangdadap              | 21,00        | 33.413                  | 41.255            | 1.964,5           | 105,8             | 11         | –          |
| 33.26.19 | Wonokerto          | Wonokerto Kulon          | 15,91        | 43.735                  | 46.073            | 2.895,9           | 104,1             | 11         | –          |
| 33.26    | Kab Pekalongan     | Kota Kajen               | 836,13       | 838.621                 | 968.821           | 1.158,7           | 103,0             | 272        | 13         |

## Demographie
Zur Volkszählung im September 2020 lebten im Kabupaten Pekalongan 968.821 Menschen, davon 477.214 Frauen (49,26 %) und 491.607 (50,74 %) Männer. Gegenüber dem letzten Census (2010) sank der Frauenanteil um 0,97 Prozent. 69,82 % (676.435) gehörten 2020 zur erwerbsfähigen Bevölkerung; 24,17 % waren Kinder (bis 14 Jahre) und 6,01 % waren im Rentenalter (ab 65 Jahren).
Mitte 2022 bekannten sich 99,60 Prozent der Einwohner zum Islam, Christen waren mit 0,34 % (2.463 ev.-luth. / 921 röm.-kath.) vertreten. 0,04 % waren Hindus und 0,01 % Buddhisten. Zur gleichen Zeit waren von der Gesamtbevölkerung 45,16 % ledig; 48,57 % verheiratet; 1,70 % geschieden und 4,57 % verwitwet.

### Bevölkerungsentwicklung
| SP/SUPAS (Jahr) | 1971         | 1980         | 1990         | 1995         | 2000         | 2005         | 2010         | 2015         | 2020         |
| --------------- | ------------ | ------------ | ------------ | ------------ | ------------ | ------------ | ------------ | ------------ | ------------ |
| Kab. Pekalongan | 554.119      | 651.709      | 699.810      | 717.180      | 807.051      | 830.632      | 838.621      | 873.423      | 968.821      |
| Anteil in %     | 2,53 %       | 2,57 %       | 2,45 %       | 2,30 %       | 2,72 %       | 2,57 %       | 2,30 %       | 2,59 %       | 2,64 %       |
| Jawa Tengah     | .21.877.081. | .25.372.889. | .28.521.692. | .31.223.258. | .29.653.266. | .32.382.657. | .36.516.035. | .33.753.023. | .36.742.501. |

| Rang unter den 29 Kabupaten der Provinz (06/2022) | Rang unter den 29 Kabupaten der Provinz (06/2022) |
| ------------------------------------------------- | ------------------------------------------------- |
| Fläche                                            | 00022                                             |
| Einwohnerzahl                                     | 00020                                             |
| Dichte                                            | 00013                                             |

- Bevölkerungsentwicklung des Kabupaten Pekalongan von 1971 bis 2020
- Ergebnisse der Volkszählungen Nr. 3 bis 8 – Sensus Penduduk (SP)
- Ergebnisse von drei intercensalen Bevölkerungsübersichten (1995, 2005, 2015) – Survei Penduduk Antar Sensus (SUPAS)[6]